# 林野健志
林野 健志（はやしの たけし、1980年1月5日 - ）は、日本の俳優、フォトグラファー、モデルである。元ジャスティスジャパンエンターテイメントに所属している。福岡県出身。血液型AB型。身長193cm、体重82kg。C:92cm・W：85cm・H：98cm・F：28.5cm。
2024年、ジャスティスジャパンエンターテイメントを退所した。
趣味と特技は、カメラ・ダーツ・バレーボール・映画鑑賞・音楽鑑賞。
好きな食べ物は、ハンバーグ、ラーメン。
『ミュージカル・テニスの王子様』2007年夏公演の知念寛役で俳優としての活動を開始。写真家として写真展の開催、写真集（iPhoneアプリ）の発売などの活動も行っている。
過去のあだ名は、「じゃこり」。

## 出演作品

### モデル
- アジアコレクション in Zepp 福岡
- シーホークブライダルショー
- 日本弱酸性美容協会ヘアショー
- 代官山コレクション

### 映画
- 乱暴者の世界（2010年10月9日公開） - 主演：戸川恵介 役

### テレビ
- フジテレビ「笑っていいとも」
- ナサケの女〜国税局査察官〜（2010年10月21日 - 12月9日、テレビ朝日） - 夢野流偉 役
- 弱虫ペダル（2016年8月26日 - 10月7日、BSスカパー!） - 御堂筋翔 役[3]
- 仮面ライダーリバイス 第2話ゲスト（2021年9月12日、テレビ朝日） - 荒木 役

### 舞台
- ミュージカル「テニスの王子様」 - 知念寛 役
  - ミュージカル「テニスの王子様」Absolute King 立海 feat. 六角 〜Second Service（2007年8月）
  - ミュージカル「テニスの王子様」Progressive Match 比嘉 feat.立海（2007年12月 - 2008年2月）
  - ミュージカル「テニスの王子様」Dream Live 5th （2008年5月）
  - ミュージカル「テニスの王子様」The Imperial Presence 氷帝feat.比嘉（2008年7月 - 11月）
  - ミュージカル「テニスの王子様」Dream Live 6th（2009年5月）
- DECODE（2007年10月）- 勇者アレフ 役
- ジャスティバル（2008年3月）
- フェイク お気に召すまま（2008年12月）
- オアシスと砂漠〜Love on the planet〜（2009年1月） - 種田 役
- 桜SAKURAサクラ（2009年3月） - 風魔小太郎 役
- TEACHERS〜職員室より愛を込めて〜（2009年7月） - 教師 役
- 空の境界（2009年） - 武智半平太 役
- しあわせになりたい（2009年9月22日 - 27日） - 川上 役
- 舞台「灰とダイヤモンド」（2011年2月16日 - 20日）
- スーパーミュージカル「聖闘士星矢」（2011年7月28日 - 31日） - 楯座のヤン 役
  - スーパーミュージカル「聖闘士星矢」 再公演（2011年12月22日 - 25日） - 楯座のヤン 役
- シーズン〜巡り合い〜（2011年8月24日 - 28日）
- MIDNIGHT DREAM〜機械城奇譚〜 -〈SPRING SIDE〉（2011年11月4日 - 9日） - 青年 役
- 舞台版「コードギアス 反逆のルルーシュ」騒乱の前夜祭（イヴ）（2012年4月7日 - 16日） - 扇要  役
- 東京アンテナコンテナ 「未来という名の昨日を連れて」（2012年6月1日 - 10日） - 西田亮祐 役
- TIGER & BUNNY THE LIVE（2012年8月24日 - 9月1日） - ネイサン・シーモア（ファイヤーエンブレム） 役
- マクロス ザ・ミュージカルチャー（2012年10月3日 - 8日） - ゼガンド 役
- 桃太郎外伝〜黄金の夜明け〜（2012年10月18日 - 21日） - ラスプーチン 役
- 眠れぬ町の王子様〜prince of the sleepless town〜（2012年11月28日 - 12月2日） - 醐醍院響 役
- 「ホス探へようこそ」
  - 舞台「ホス探へようこそ」（2013年1月24日 - 27日） - 黒月 役
  - ミュージカル「ホス探へようこそ」（2016年2月10日 - 14日、シアターサンモール） - 明智 役
  - ミュージカル「ホス探へようこそ」ザ・セカンド/アンチ・アレス（2016年8月24日 - 28日、Yokohama O-SITE） - 黒月 役
- ミュージカル座「ロイヤルホストクラブ」（2013年4月11日 - 14日） - 鮫島鉄矢 役
- STAGE×12 vol.2「ドキュメン?」（2013年5月14日 - 17日） - 三郎 役
- 超青春合唱コメディ「SING!」（東京：2013年6月5日 - 9日 / 大阪：6月14日 - 16日） - 須藤護役
- ポチッとな。〜Switching On Summer〜2013（2013年7月10日 - 15日） - 師岡貴教 役
- タンバリンプロデューサーズ第12回公演 舞台「鬼切丸」（2013年8月3日 - 11日、吉祥寺シアター）
- 眠れぬ町の王子様〜dreams like bubbles of Champagne〜（2013年8月28日 - 9月1日） - 醐醍院響 役
- STAGE×12 vol.7「すべりだいん」（2013年11月6日 - 9日） - 大樹 役
- STAGE×12 vol.10「ダル・セーニョ」（2014年2月19日 - 22日）
- タンバリンプロデューサーズ公演「舞台 新耳袋3〜喫茶店奏鳴曲（カフェ・ソナタ）〜」（2014年4月2日 - 6日、中野ザ・ポケット）
- 覇権DO!!〜戦国高校天下布武〜（2014年5月） - 織田信長 役
- 劇団たいしゅう小説家Present`s〜宝や旅館〜「げんせんじゃ〜！」2014ver.（2014年7月） - 有馬正 役
- ASSH第18回公演「蒼海のティーダ」（2014年8月） - 蛇骨 役
- 超スポ魂合唱コメディ「SING!!」（2014年9月） - 芯下木 役
- 舞台「紅蓮、ふたたび」（2014年10月） - 桜花恭之介 役
- ミュージカル「ハートの国のアリス」（2015年2月4日 - 11日、全労済ホール スペース・ゼロ） - メリー＝ゴーランド 役
  - ミュージカル「ハートの国のアリス〜The Best Revival〜」（2016年1月16日 - 24日、全労済ホール スペース・ゼロ） - メリー＝ゴーランド役
- ロック☆オペラ「サイケデリック・ペイン」（東京:2015年4月4日 - 12日/福岡:4月17日 - 19日/大阪:4月30日 - 5月4日） - クラッシュ 役
- 「刻め、我ガ肌ニ君ノ息吹ヲ」（2015年8月5日 - 9日、シアター1010） - 瀬戸桃介 役
- 「よみ人シラズ」（2015年9月9日 - 14日、吉祥寺シアター）
- 「天誅」（2015年10月21日 - 25日、六行会ホール）
- WBB vol.9「殺意は月夜に照らされて」（2015年11月14日 - 23日、赤坂RED THEATER）
- 「艶漢」
  - 浪漫活劇譚「艶漢」（2016年3月30日 - 4月3日、シアターサンモール） - 橘伸三 役[4]
  - 歌謡倶楽部「艶漢」（2016年8月19日 - 21日、サンシャイン劇場） - 橘伸三 役
  - 浪漫活劇譚「艶漢」第二夜（2017年12月13日 - 17日、俳優座劇場） - 橘伸三 役
  - 歌謡倶楽部「艶漢」第二幕（2018年4月11日 - 15日 、東京キネマ倶楽部） - 橘伸三 役
- 舞台「キャプテンハーロック」〜次元航海〜（2016年6月8日 - 12日、新宿村LIVE） - ハーロック 役[5]
  - 舞台「キャプテンハーロック」〜次元航海〜 再演（2017年1月9日 - 13日、大阪市中央公会堂） - ハーロック 役
- 覇権DO!!〜戦国高校天下布武〜（2016年7月13日 - 18日、新宿村LIVE） - 織田信長 役
- 舞台「Sing Equally under the Sky ~DIVISION~」（2016年10月12日・13日、TSUTAYA O-WEST） - ファイアリッヒ 役
- 舞台「グリニッジの天秤」（2016年10月26日・30日、新宿シアターモリエール）
- 舞台「弱虫ペダル」
  - 舞台「弱虫ペダル」新インターハイ篇〜スタートライン〜（大阪:2017年2月25日 - 26日 / 東京:3月4日 - 12日） - 御堂筋翔 役
  - 舞台「弱虫ペダル」新インターハイ篇〜ヒートアップ〜（2017年10月19日 - 29日） - 御堂筋翔 役
  - 舞台「弱虫ペダル」新インターハイ篇～箱根学園王者復格（ザ・キングダム）〜（2018年3月2日 - 11日、東京芸術劇場 / 16日 - 18日、新神戸オリエンタル劇場） - 御堂筋翔 役
  - 舞台「弱虫ペダル」新インターハイ篇～制・限・解・除（リミットブレイカー）～（2019年5月10日 - 19日、シアター1010 / 5月25日 - 26日、浪切ホール） - 御堂筋翔 役[6]
  - 舞台「弱虫ペダル」新インターハイ篇FINAL ～POWER OF BIKE～（2020年2月21日 - 23日、天王洲銀河劇場 / 27日 - 29日、メルパルクホール大阪） - 御堂筋翔 役
- ライブ・スペクタクル「NARUTO -ナルト-」〜暁の調べ〜（2017年5月19日 - 8月6日） - 干柿鬼鮫 役
  - ライブ・スペクタクル「NARUTO -ナルト-」〜暁の調べ〜 再演（2019年10月25日 - 12月1日） - 干柿鬼鮫 役
- 舞台「北斗の拳」-世紀末ザコ伝説-（2017年9月6日 - 10日、シアターGロッソ）
- ボクの１２支紳士～絵本の中のワンダーランド～（2018年1月17日 - 24日、座・高円寺2） - ジエンド 役
- Inner World Evolution  インナー ワールド エボリューション  内世界の進化Ⅱ（2018年5月2日 - 6日、三越劇場 / 10日 - 12日、JMSアステールプラザ 中ホール / 16日 - 18日、東文化小劇場）- 弁慶 役
- ベニバラ兎団 本公演 vol.24 ～Extra Special Stage～ Episode 2『 破格ノ七人II』（2018年7月19日 - 22日 、中野テアトルBON BON）
- 舞台「文豪ストレイドッグス 黒の時代」（東京:2018年9月22日 - 10月8日 / 大阪:10月13日 - 14日） - ジイド 役
- 舞台「真・三國無双  赤壁の戦い」（2019年2月7日 - 17日、シアター1010） - 魯粛 役
- 舞台「アオアシ」（2019年7月11日 - 15日 、シアター1010）- 伊達望 役
- ブエノスアイレスの傘〜ピアソラ&フェレールへのオマージュ〜（2019年8月28日 - 9月3日）- フェレール/ロベルト 役
- 「進撃の巨人」-the Musical-（2023年1月7日 - 9日、オリックス劇場 / 1月14日 - 24日、日本青年館ホール）- キース・シャーディス 役[7]
  - ATTACK on TITAN: The Musical（2024年10月11日 - 13日、New York City Center）[8]
  - 「進撃の巨人」-the Musical-（2024年12月13日 - 22日、TOKYO DOME CITY HALL / 2025年1月11日 - 13日、オリックス劇場）[9]
- なめ猫 on STAGE（2023年2月22日 - 3月1日、新宿FACE）- 伝説の先輩 役[10]
- 「魔入りました！入間くん」THE STAGE（2023年5月24日 - 28日、東京ドームシティ シアターGロッソ） - サリバン 役[11]
  - 「魔入りました！入間くん」THE STAGE 再演（2024年8月30日 - 9月8日、東京ドームシティ シアターGロッソ）[12]
- 舞台「ヴィンランド・サガ」〜海の果ての果て 篇〜・〜英雄復活 篇〜（2024年4月19日 - 29日、全労済ホール スペース・ゼロ） - トルケル 役[13]
- ハインリッヒ・シーボルト没後115年記念公演「シーボルト父子伝〜蒼い目のサムライ〜受け継ぐ者達」（2024年8月8日 - 11日、博品館劇場） - アレキサンデル・シーボルト 役[14]